# Сеньлежье
Сеньлежье (фр. Saignelégier) — коммуна, административный центр округа Франш-Монтань в кантоне Юра в Швейцарии.
1 января 2009 года к коммуне присоединены бывшие коммуны Гумуа и Ле-Померо.
К северу находится Поррантрюи, к северо-востоку — Делемон.
Фрайбергская порода лошадей носит другое название — Франш-Монтань.

## История
Впервые упоминается в 1294 году как Saignelegier.
Принадлежал княжеству-епископству Базель. Во время Великой французской революции, в 1792 году захвачен французскими войсками, которые прогнали епископа. Стал частью дочерней Рауракской республики, а в 1793 году — департамента Мон-Терибль Французской Республики. В 1800 году Мон-Терибль включён в департамент Верхний Рейн. После отречения Наполеона в 1815 году отдан кантону Берн, чтобы компенсировать потерю кантона Во, который стал отдельным кантоном в 1803 году. 
1 января 1979 года создан франкоязычный кантон Юра с центром в Делемоне.

## Транспорт

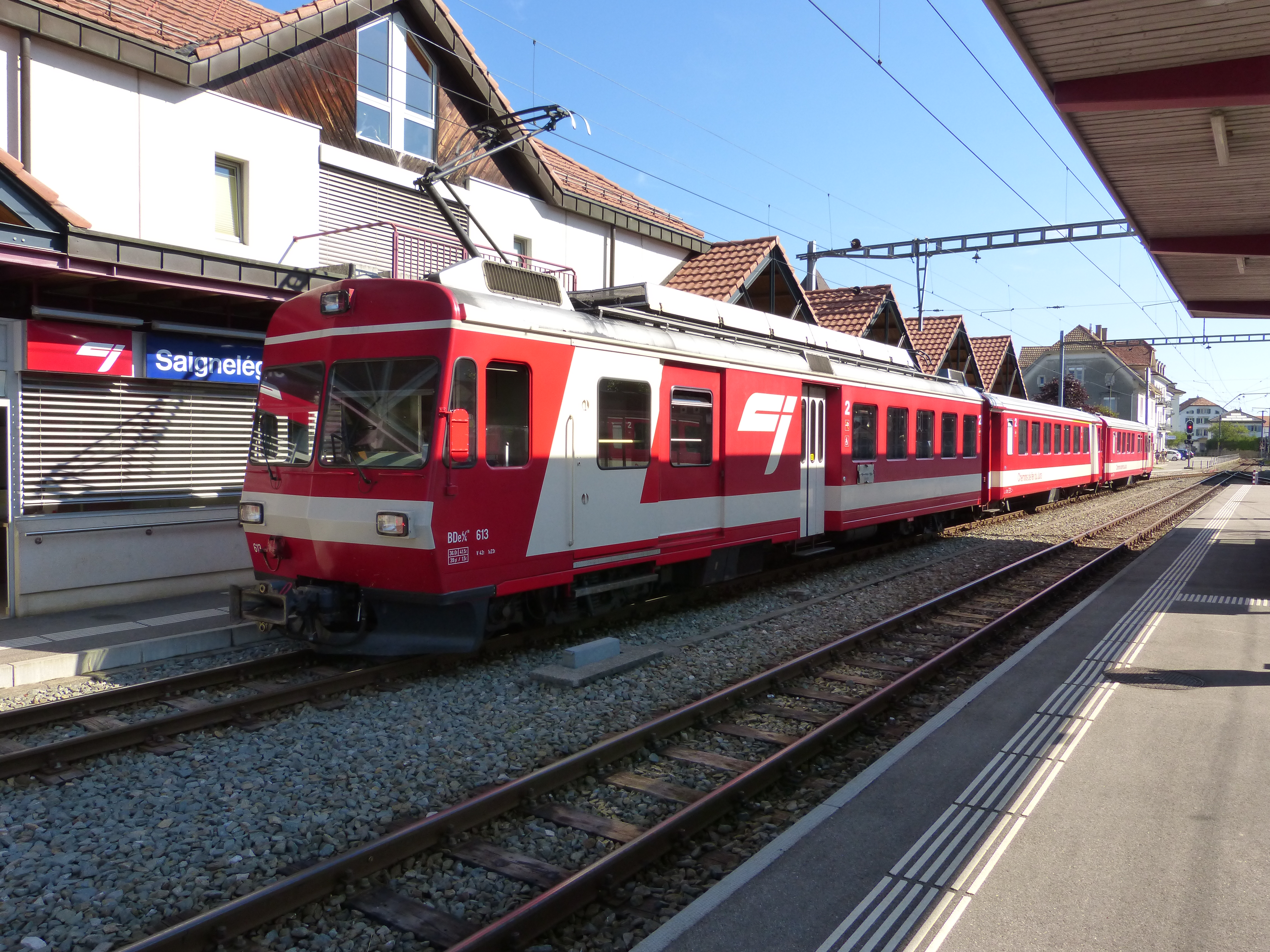
Станция Сеньлежье (станция)

Обслуживается станцией Сеньлежье железнодорожной линии Ла-Шо-де-Фон — Гловелье. Линия Ла-Шо-де-Фон — Сеньлежье введена в эксплуатацию в 1892 году, линия Сеньлежье — Гловелье — в 1904 году.